# جورج متى
جورج متّى (1872 - 1925)، شاعر فلسطيني. ولد الشاعر جورج متري أيوب متى في مدينة عكا عام 1872، عربي الأصل، وتشير بعض المصادر الخاطئة بأنه من أصل يوناني.
تلقى جورج دراسته الابتدائية بالمدرسة ألأرثوذكسية في مدينته عكا عام 1872، والثانوية في «كلية الشباب» بالقدس. مال إلى الأدب فشجعه أستاذه نخلة جريس زريق وقدم له كل المساعدة. قرض الشعر في عدة أبواب، إلا أن أكثره في الغزل، كما وأجاد عدة لغات كالعربية، اليونانية، التركية، الفرنسية والإنجليزية. حفظ دواوين كثيرة كالمتنبي وابن الفارض وآخرون.
سافر إلى دمشق، وأصدر فيها مجلة أدبية شهرية اسمها «الشمس» بمشاركة الأستاذ جورج سمعان، صدر العدد الأول منها في 15 حزيران 1900م، وتوقفت عن الصدور بعد عام واحد. عمل في الخط الحديد بدمشق لبضع سنين، ثم ذهب إلى القدس ليعلم معلماً للعربية في مدرسة المصلبة لمدة سبع سنين، ثم عينه البطريرك دميانوس الأول سكرتيراً خاصاً وترجماناً في البطريركية الأرثوذكسية بالقدس، ونشر قصائد ومقطوعات من نظمه في مجلة النفائس.
عن لسان ابنة عمه «اليانور فانغل متى» المقيمة اليوم في سيدني بأستراليا (2014/3/29) التي تعدت عقدها ال 70 والتي عاصرت فترة الشاعر ابن عمها تقول بأنه كان شاعرا «مُفوّهاً» تحكي هذه الواقعة:
عندما تم تعيين الشريف حسين أميرا على مكة والحجاز عام 1908 قام وفد من وجهاء فلسطين بالسفر إلى الأردن لمبايعته وكان الشاعر جورج متى من ضمن هذا الوفد. في حفل المبايعة قال الشاعر جورج متى بالشريف حسين قصيدة عصماء 172 بيتا طرب لها الشريف حتى أنه أمره قائلا: «أعدها أيها الشاعر الألمعي».
كان من ضمن الحضور معروف النشاشيبي فانتفض الاخير احتجاجا قائلا: «ألمعي، لكنه عيسوي (مسيحي)، كان بالأحرى أن يكنى بدين محمد».
تتابع اليانور، لم يعره الشريف حسين انتباها وتجاهل قوله بل طالب من جورج بإعادة ألقاء القصيدة وفعلا تم ذلك وعندها قام الشريف بإعطاء جورج نياشين فخرية من الدرجة ألأولى. تقول أليانور بأنه أصيب بالتيفوس في ألطريق العودة إلى عكا ومات في طبريا ودفن في عكا في 15 كانون أول 1925 كما هو محفور على شاهد قبره في المقبرة المسيحية الكبيرة في عكا.
تؤكد اليانور بأن آل متى العكيين هم عرب مسيحيون أرثوذكس أقحاح أبا عن جد، والذي حصل بأن بعض رجال آل متى تزوجوا في نهاية الفترة العثمانية، لسبب أو للآخر بنساء من أصل يوناني على سبيل المثال والد الشاعر اسمه «قصطندي متى» تزوج من Epathia Marrossy، من عائلات أثينا المرموقة. وسمي بعض اولادهم بأسماء يونانية كما يحدث في الزواج المختلط وهكذا اختلطت ألأسماء اليونانية بالأسماء العربية وأصبح السامع والقارئ يشتم بأن العائلة هي من أصل يوناني (كما هو مذكور خطأ في معجم البابطين) وهو ما تنفيه ابنة عمه اليانور نفيا قاطعا.